# Distretto di Pilluana
Il distretto di Pilluana è uno dei dieci distretti  della provincia di Picota, in Perù. Si trova nella regione di San Martín e si estende su una superficie di 239,27 chilometri quadrati.

Istituito il 31 gennaio 1944, ha per capitale la città di Pilluana; al censimento 2005 contava 1.001 abitanti.